# Dixie Dregs

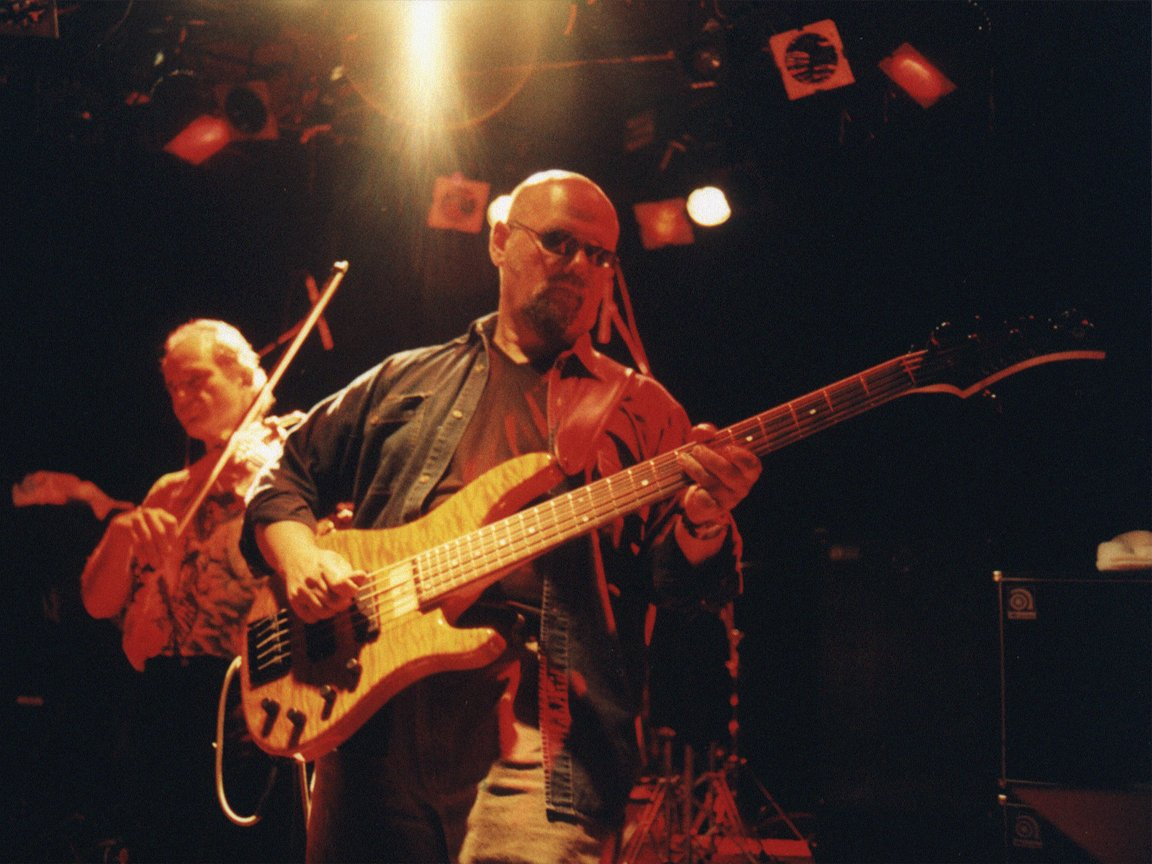
Dixie Dregs, 1999

Die Dixie Dregs sind eine Fusion-Band, die in den 1970er Jahren gegründet wurde. 

## Hintergründe
Die meist instrumentale Musik der Gruppe weist viele Einflüsse von Jazz, Southern Rock, Bluegrass und Klassik in einer instrumentaltechnisch hochvirtuosen und melodisch einzigartigen Ausprägung auf. Dabei steht die Komplexität der Musik in einem ironischen Kontrast zum Bandnamen, der mit „Bodensatz der Südstaaten“ oder „Südstaaten-Abschaum“ zu übersetzen ist.
Anders als in den Vereinigten Staaten von Amerika sind die Dixie Dregs in Europa relativ unbekannt. Manchen ist die Band ein Begriff wegen des Hauptkomponisten und Gitarrenvirtuosen Steve Morse, dessen Name seit seinem Einstieg in die Hard-Rock-Band Deep Purple im Jahr 1994 auch außerhalb der USA einem breiteren Publikum geläufig ist. Der Auftritt der Band Dixie Dregs beim Montreux Jazz Festival 1978 verschaffte ihr in Europa unter Jazzinteressierten Bekanntheit.
Weitere wichtige Mitglieder der Band sind oder waren: Andy West (Bass), Dave LaRue (Bass), Allen Sloan (Violine), Rod Morgenstein (Schlagzeug), T Lavitz (Keyboard), Jordan Rudess (Keyboard), Jerry Goodman (Geige) u. a.

## Namensänderung
Zu Beginn der 80er Jahre wechselte die Band den Namen zu The Dregs, um ein breiteres Publikum zu erreichen. Unter diesem Namen wurden die beiden Alben Unsung Heroes (1981) und Industry Standard (1982) veröffentlicht. Industry Standard ist darüber hinaus das einzige Album der Band, das nicht rein instrumental ist, da bei zwei Liedern Gastsänger zum Einsatz kamen. Später wurde die Band wieder zu The Dixie Dregs umbenannt.

## Diskografie
- 1976 – The Great Spectacular (Capricorn, Demo Pressung – Bisher nicht veröffentlicht)
- 1977 – Free Fall (Polydor)
- 1978 – What If (Polydor)
- 1978 – Live At The Montreux Jazz Festival 1978 (Thompson Music)
- 1979 – Night Of The Living Dregs (Live, Polydor)
- 1979 – Sex, Dregs And Rock 'N' Roll (Minotauro)
- 1980 – Dregs Of The Earth (Arista)
- 1981 – Live In New York 1981 (Four Aces Records)
- 1981 – Unsung Heroes (Arista)
- 1982 – Industry Standard (Arista)
- 1987 – Best Of The Dixie Dregs (Grand Slamm Records)
- 1988 – Off The Record (Ensoniq – Promo-CD)
- 1989 – The Best Of The Dregs – Divided We Stand (Arista)
- 1992 – Bring ‘em Back Alive (Capricorn)
- 1994 – Full Circle (Capricorn)
- 1997 – King Biscuit Flower Hour Presents (Live 1979, King Biscuit)
- 2000 – California Screamin’
- 2002 – The Millennium Collection
- 2002 – Sects, Dregs and Rock 'n' Roll (DVD)
- 2003 – From the Front Row ... Live(Dolby 5.1 DVD-Audio)